# Departamentul Ntem
Departamentul Ntem este un departament din provincia Woleu-Ntem  din Gabon. Reședința sa este orașul Bitam.